# Freeview
Freeview est le service britannique de la télévision numérique terrestre. Il diffuse, sous la norme DVB-T et DVB-T2, une quarantaine de chaînes de télévision et une trentaine de radios.

## Services diffusés sur Freeview

### Stations de radio
1. BBC Radio 1
2. BBC 1Xtra
3. BBC Radio 2
4. BBC Radio 3
5. BBC Radio 4
6. BBC Radio 5 Live
7. BBC Radio 5 Live Sports Extra
8. BBC 6 Music
9. BBC Radio 4 Extra
10. BBC Asian Network
11. BBC World Service
12. The Hits Radio
13. Smash Hits
14. Kiss 100
15. Heat
16. Magic 105.4
17. Q
18. 102.2 Smooth Radio
19. BBC Radio Scotland (Écosse), BBC Radio Wales (Pays de Galles), BBC Radio Ulster (Irlande du Nord)
20. BBC Radio nan Gaidheal (Écosse), BBC Radio Cymru (Pays de Galles) or BBC Radio Foyle (Irlande du Nord)
21. Mojo
22. Kerrang!
23. talkSPORT
24. Clyde 1
25. Premier Radio
26. U105 (Irlande du Nord)
27. Absolute Radio
28. Heart (sauf Irlande du Nord et le nord de l'Écosse)

## Informations complémentaires
1. Pour la durée des Jeux olympiques de 2012, CBBC est déplacée sur le canal 73 de l'EPG.
2. Pour la durée des Jeux olympiques de 2012, la BBC Parliament se termine sur le canal 81 de l'EPG.